# Nannette Streicher
Nannette Streicher (tên khai sinh Anna-Maria Stein; 2 tháng 1 năm 1769, Augsburg - 16 tháng 1 năm 1833, Viên) là một nhà chế tạo piano, nhà soạn nhạc, nhà giáo dục âm nhạc và nhà văn người Đức.

## Tiểu sử
Nannette là con thứ sáu của nhà chế tạo đại phong cầm và piano Johann Andreas Stein ở Augsburg (1728–1792) – người đã sáng lập nên một đế chế đàn piano lớn mạnh và vĩ đại. Bà nắm quyền lãnh đạo công ty của cha mình vào khoảng năm 1790. Năm 1793 Nannette kết hôn với nhạc sĩ Johann Andreas Streicher (1761–1833) và cùng ông chuyển đến Viên vào năm 1794. Ban đầu bà hợp tác với người em trai ruột mới 16 tuổi của mình là Matthias Andreas Stein (1776-1842). Hai người đặt tên công ty là Geschwister Stein. Vào mùa thu năm 1802, Nannette và em trai tách ra, bà sau đó tiếp tục chế tạo đàn piano với tên mình là Nannette Streicher Stein. Nannette là bạn thân của nhà soạn nhạc Ludwig van Beethoven, ông cũng sở hữu một trong những cây đàn mà bà sản xuất. Công ty tiếp tục hoạt động sau khi Nannette qua đời dưới sự điều hành của con trai bà là Johann Baptist Streicher và sau đó là con trai ông - Emil, sau khi ông qua đời vào năm 1871.

## Danh sách đĩa nhạc
1. Jan Vermeulen. Franz Schubert. Works for fortepiano. Volume 1. Played on the 1826 Nannette Streicher piano.
2. Amy & Sara Hamann. Beethoven. Piano Duets (Complete). Played on Yamaha disklavier, fortepianos after Stein 1784 and Nannete Streicher 1815. Label: Grand piano
3. Lambert Orkis. Beethoven. Appassionata. Played on a fortepiano after Nannette Streicher ca 1814-1820 by Thomas and Barbara Wolf. Label: Bridge 9169
4. Heidi Kommerell. Felix Mendelssohn. Songs without words. Played on a fortepiano Nannette Streicher 1829. Label: Audite.
5. Fritz Neumeyer, Rolf Junghanns. Diabelli, Weber. Vierhändige Klaviermusik Von Weber Und Diabelli. Played on a fortepiano from Nannette Streicher 1816. Not on label.